# Gallicchio

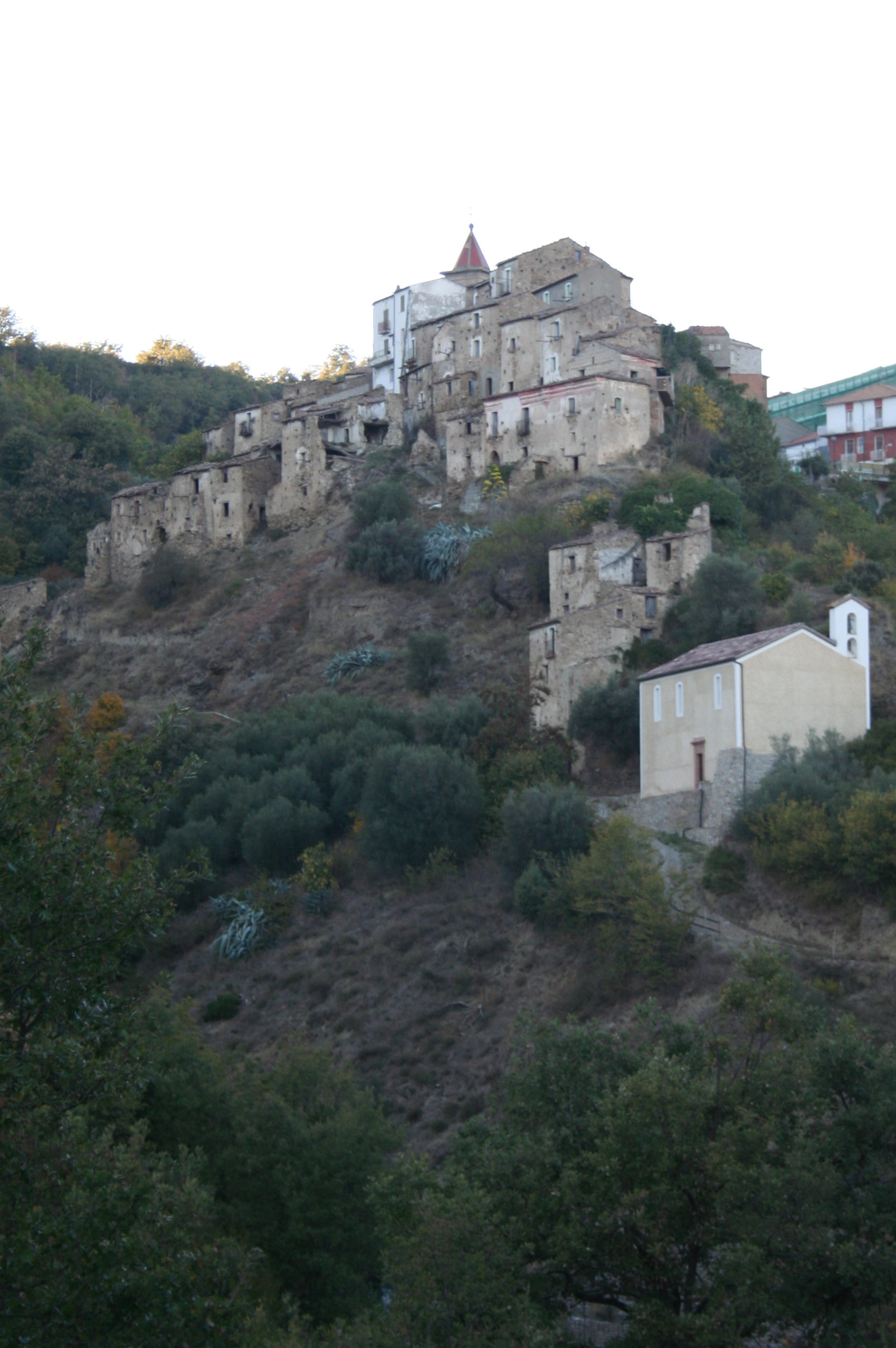
Blick auf Gallicchio

Gallicchio ist eine süditalienische Gemeinde (comune) mit 786 Einwohnern (Stand 31. Dezember 2023) in der Provinz Potenza in der Basilikata. Die Gemeinde liegt etwa 47,5 Kilometer südöstlich von Potenza. Die südliche Gemeindegrenze bildet der Agri.

## Verkehr
Durch die Gemeinde führt die Strada Statale 92 dell'Appennino Meridionale von Potenza nach Villapiana. Entlang des Agri verläuft im Süden der Gemeinde die Strada Statale 598 di Fondo Valle d'Agri von Atena Lucana nach Eraclea.